# Храм Архангела Михаила (Мурманск)
Церковь Святого Михаила Архангела — католический храм в городе Мурманске, расположенный на улице Достоевского. Спроектирован и построен в 2006—2007 годах ОАО «Мурманскпромстрой» по заказу прихода Архангела Михаила, входящего в Северо-западный регион Римско-католической архиепархии Божией Матери с центром в Москве.

## История
Католическая община в Мурманске присутствует в городе со времени его основания. Первыми местными католиками были сосланные в эти края царским правительством поляки и литовцы. В начале 1916 года в Мурманске проживало около 400 католиков, которым местная администрация разрешила построить капеллу. Но из-за революции и последовавших за ней гражданской войны и интервенции этого не произошло.
Католическая община в Мурманске возобновила свою деятельность в июне 1991 года, когда был зарегистрирован приход святого Михаила Архангела. Первые девять лет раз в год в город приезжал священник из Санкт-Петербурга. Рост численности общины привёл к тому, что в апреле 2000 года архиепископ Тадеуш Кондрусевич назначил на приход постоянного священника, в обязанности которого также вошло окормление католических общин в других населённых пунктах Мурманской области.
Первым настоятелем прихода Архангела Михаила стал кларетин Хуан Эмилио Сармиенто, который в 2001 году обратился к властям города с просьбой выделить участок земли под строительство храма. В ноябре 2004 года его просьба была удовлетворена. В июне 2006 года приход заключил договор с ОАО «Мурманскпромстрой» на строительство церкви. 11 ноября 2007 года храм был освящен в присутствии папского нунция Антонио Меннини. Но из-за того, что подрядчик значительно увеличил оплату своей работы и отказался предоставить приходу необходимую техническую документацию, храм не был введён в эксплуатацию. Стороны подали друг на друга в суд. С 2010 года в храме проводятся богослужения.
В 2017 году Хуана Сармиенто на посту настоятеля сменил Алехандро Карбахо Олеа, также принадлежащий ордену кларетинов.